# Câu lạc bộ bóng đá Hòa Phát Hà Nội
Câu lạc bộ bóng đá Hòa Phát Hà Nội từng là một câu lạc bộ bóng đá chuyên nghiệp có trụ sở tại Hà Nội, Việt Nam. Đội bóng được đặt dưới quyền quản lý của Liên đoàn bóng đá Hà Nội và Ủy ban Nhân dân Thành phố Hà Nội, với sự tài trợ của Tập đoàn Hòa Phát. Câu lạc bộ bắt đầu hoạt động từ cuối năm 2003 cho đến tháng 8 năm 2011, khi họ được sáp nhập với Hà Nội ACB để thành lập Câu lạc bộ bóng đá Hà Nội. 

## Lịch sử
Cuối năm 2003, câu lạc bộ V-League Hàng không Việt Nam bị giải thể vì thiếu kinh phí hoạt động, cùng với đó câu lạc bộ bóng đá LG-ACB đã phải xuống hạng Nhất do kết quả thi đấu không tốt trong mùa giải năm đó. Để duy trì việc thi đấu ở V-League, lãnh đạo của LG-ACB đã ngỏ ý muốn tiếp nhận một số cầu thủ thi đấu tốt cũng như suất thi đấu V-League của đội Hàng không Việt Nam. Việc tiếp nhận này được Liên đoàn bóng đá Việt Nam chấp thuận và đội thi đấu ở mùa giải tiếp theo với tên gọi mới là LG Hà Nội ACB.
Các cầu thủ và nhân viên của Hàng không Việt Nam không nằm trong diện tiếp nhận, cùng với lực lượng của LG-ACB bị thải loại, đã được Liên đoàn bóng đá Hà Nội tiếp nhận lại và tập hợp thành một đội bóng mới gồm 34 người, trong đó có 26 cầu thủ. Đội bóng chính thức được thành lập vào ngày 24 tháng 12 năm 2003 và được đặt tên là Câu lạc bộ bóng đá Hòa Phát Hà Nội theo tên của nhà tài trợ Tập đoàn Hòa Phát. Đội trưởng đầu tiên của Hòa Phát Hà Nội là trung vệ Nguyễn Tiến Dũng, và huấn luyện viên trưởng đầu tiên là ông Hoàng Văn Gia. Đội lựa chọn sân vận động Hà Nội làm sân nhà và thi đấu mùa giải đầu tiên tại Giải bóng đá hạng Nhất Quốc gia 2004 với suất thi đấu của LG-ACB nhượng lại.
Năm 2006, Câu lạc bộ bóng đá Hòa Phát Hà Nội chuyển sang mô hình chuyển nghiệp, chính thức được chuyển giao cho Công ty Cổ phần bóng đá Hòa Phát quản lý. Cũng trong năm này, Hòa Phát Hà Nội đã giành được danh hiệu đầu tiên sau khi đánh bại Gạch Đồng Tâm Long An ở trận chung kết Cúp Quốc gia bằng các bàn thắng của Da Silva và Nguyễn Đức Lam. Tuy nhiên ở mùa giải tiếp theo, đội đã sớm bị loại khỏi Cúp Quốc gia và chỉ xếp vị trí thứ 12 chung cuộc tại giải V-League; họ đã giành chiến thắng trước đội xếp thứ ba giải hạng Nhất là An Giang trong trận tranh vé vớt để giành quyền ở lại V-League.
Mùa giải 2008, Hòa Phát Hà Nội thi đấu không thành công khi xếp thứ 14/14 đội và phải xuống thi đấu tại giải hạng Nhất. Nhưng chỉ sau đúng một mùa, Hòa Phát đã quay trở lại với hạng đấu cao nhất quốc gia sau chiến thắng đậm 5–0 trước An Giang vào ngày 8 tháng 8 năm 2009.
Tháng 9 năm 2011, Chủ tịch Câu lạc bộ Hòa Phát Hà Nội Nguyễn Mạnh Tuấn tuyên bố giải thể đội bóng và chuyển giao toàn bộ nhân sự cùng hệ thống cơ sở vật chất cho Câu lạc bộ bóng đá Hà Nội ACB. Đội bóng này cũng chuyển sang tên gọi mới là Câu lạc bộ bóng đá Hà Nội ở mùa giải 2012.

## Thành tích
Cúp Quốc gia
-  Vô địch: 2006

Giải hạng Nhất Quốc gia
-  Á quân: 2004, 2009

## Huấn luyện viên
| Các huấn luyện viên trưởng của Hòa Phát Hà Nội \| - 2003-2004: Hoàng Văn Gia - 2004-2005: Trần Bình Sự - 2005-2007: Vương Tiến Dũng[5] - 2007-2008: Trần Bình Sự[6] \| - 2008-2008: Nghiêm Xuân Mạnh - 2008-2008: Tamats Viczko - 2008- nay: Nguyễn Thành Vinh \| |                                                                                         |
| - 2003-2004: Hoàng Văn Gia - 2004-2005: Trần Bình Sự - 2005-2007: Vương Tiến Dũng - 2007-2008: Trần Bình Sự | - 2008-2008: Nghiêm Xuân Mạnh - 2008-2008: Tamats Viczko - 2008- nay: Nguyễn Thành Vinh |

## Ban lãnh đạo
Tính đến đầu mùa giải Hạng Nhất 2009

## Thành tích thi đấu

### Thành tích trong nước
| Chú giải màu sắc | Chú giải màu sắc |
| ---------------- | ---------------- |
| Vô địch          |                  |
| Á quân           |                  |
| Hạng ba          |                  |
| Hạng tư          |                  |
| Thăng hạng       |                  |
| Tranh trụ hạng   | Thắng play-off   |
| Tranh trụ hạng   | Thua play-off    |
| Xuống hạng       |                  |

| Thành tích của Hòa Phát Hà Nội từ khi thành lập | Thành tích của Hòa Phát Hà Nội từ khi thành lập | Thành tích của Hòa Phát Hà Nội từ khi thành lập | Thành tích của Hòa Phát Hà Nội từ khi thành lập | Thành tích của Hòa Phát Hà Nội từ khi thành lập | Thành tích của Hòa Phát Hà Nội từ khi thành lập | Thành tích của Hòa Phát Hà Nội từ khi thành lập | Thành tích của Hòa Phát Hà Nội từ khi thành lập | Thành tích của Hòa Phát Hà Nội từ khi thành lập | Thành tích của Hòa Phát Hà Nội từ khi thành lập | Thành tích của Hòa Phát Hà Nội từ khi thành lập |
| Năm                                             | Hạng đấu                                        | Hạng đấu                                        | Thành tích                                      | St                                              | T                                               | H                                               | B                                               | Bt                                              | Bb                                              | Điểm                                            |
| Năm                                             | I                                               | II                                              | Thành tích                                      | St                                              | T                                               | H                                               | B                                               | Bt                                              | Bb                                              | Điểm                                            |
| ----------------------------------------------- | ----------------------------------------------- | ----------------------------------------------- | ----------------------------------------------- | ----------------------------------------------- | ----------------------------------------------- | ----------------------------------------------- | ----------------------------------------------- | ----------------------------------------------- | ----------------------------------------------- | ----------------------------------------------- |
| 2004                                            |                                                 |                                                 | Thứ 2                                           | 22                                              | 13                                              | 6                                               | 3                                               | 35                                              | 13                                              | 45                                              |
| 2005                                            |                                                 |                                                 | Thứ 9                                           | 22                                              | 6                                               | 7                                               | 9                                               | 24                                              | 29                                              | 25                                              |
| 2006                                            |                                                 |                                                 | Thứ 11                                          | 24                                              | 7                                               | 6                                               | 11                                              | 30                                              | 41                                              | 27                                              |
| 2007                                            |                                                 |                                                 | Thứ 12                                          | 26                                              | 7                                               | 9                                               | 10                                              | 31                                              | 41                                              | 30                                              |
| 2008                                            |                                                 |                                                 | Thứ 14                                          | 26                                              | 2                                               | 9                                               | 15                                              | 21                                              | 44                                              | 15                                              |
| 2009                                            |                                                 |                                                 | Thứ 2                                           | 24                                              | 12                                              | 8                                               | 4                                               | 37                                              | 22                                              | 44                                              |
| 2010                                            |                                                 |                                                 | Thứ 10                                          | 26                                              | 10                                              | 6                                               | 10                                              | 41                                              | 44                                              | 36                                              |
| 2011                                            |                                                 |                                                 | Thứ 10                                          | 26                                              | 9                                               | 5                                               | 12                                              | 38                                              | 40                                              | 32                                              |

### Thành tích quốc tế
| Thành tích của Hòa Phát Hà Nội tại các giải đấu châu lục | Thành tích của Hòa Phát Hà Nội tại các giải đấu châu lục | Thành tích của Hòa Phát Hà Nội tại các giải đấu châu lục | Thành tích của Hòa Phát Hà Nội tại các giải đấu châu lục | Thành tích của Hòa Phát Hà Nội tại các giải đấu châu lục | Thành tích của Hòa Phát Hà Nội tại các giải đấu châu lục | Thành tích của Hòa Phát Hà Nội tại các giải đấu châu lục | Thành tích của Hòa Phát Hà Nội tại các giải đấu châu lục | Thành tích của Hòa Phát Hà Nội tại các giải đấu châu lục         |
| Năm                                                      | Thành tích                                               | Số trận                                                  | Thắng                                                    | Hòa*                                                     | Thua                                                     | Bàn thắng                                                | Bàn thua                                                 | Đối thủ                                                          |
| -------------------------------------------------------- | -------------------------------------------------------- | -------------------------------------------------------- | -------------------------------------------------------- | -------------------------------------------------------- | -------------------------------------------------------- | -------------------------------------------------------- | -------------------------------------------------------- | ---------------------------------------------------------------- |
| AFC Cup                                                  |                                                          |                                                          |                                                          |                                                          |                                                          |                                                          |                                                          |                                                                  |
| 2007                                                     | Vòng 1                                                   | 6                                                        | 0                                                        | 3                                                        | 3                                                        | 7                                                        | 13                                                       | Negeri Sembilan FA 0-0, 0-0 Sun Hei 1-2, 4-7 Victory SC 0-2, 2-2 |
| Tổng cộng                                                | 1 lần tham dự                                            | 6                                                        | 0                                                        | 3                                                        | 3                                                        | 7                                                        | 13                                                       | -                                                                |